# سرای میراسماعیل
سرای میراسماعیل مربوط به دوره صفوی است و در اصفهان، میدان نقش جهان، بازاردر تالار یانیم‌آور واقع شده و این اثر در تاریخ ۲۳ شهریور ۱۳۸۲ با شمارهٔ ثبت ۱۰۲۰۹ به‌عنوان یکی از آثار ملی ایران به ثبت رسیده‌است.